# Amphianthus (Scrophulariaceae)
Amphianthus es un género con una especies de plantas de flores perteneciente a la familia Scrophulariaceae. 

## Especies seleccionadas
- Amphianthus pusillus

- Datos: Q8197758
- Multimedia: Scrophulariaceae / Q8197758
- Especies: Amphianthus (Scrophulariaceae)